# История моих бедствий
«История моих бедствий» (лат. Historia Calamitatum) — латиноязычное произведение средневекового французского писателя Пьера Абеляра, написанное между 1132 и 1136 годами. Одно из первых автобиографических произведений в средневековой западноевропейской литературе. Представляет собой рассказ о любви Абеляра и Элоизы и о преследовании автора со стороны видных церковников.

## Содержание
В «Истории моих бедствий» Абеляр рассказывает о своей любви к 17-летней ученице Элоизе, племяннице каноника Фульбера. Абеляр женился на возлюбленной, но скрыл этот брак, который мог помешать его карьере. На время он поместил Элоизу в монастырь, её родственники решили, что он хочет от неё избавиться, и оскопили Абеляра. Супругам пришлось расстаться и принять постриг: Абеляр стал монахом в Сен-Дени, Элоиза — в Аржентейском монастыре.
Автор рассказывает о преследованиях, которым он подвергался со стороны ряда видных церковных иерархов, называя причиной враждебности этих людей зависть. Он пишет о своих успехах в философии и преподавании, уделяет много внимания похвалам в адрес собственных талантов, которые вкладывает в том числе в уста других людей.

## Публикация и значение
«История моих бедствий» была написана между 1132 и 1136 годами. Исследователи полагают, что Абеляр создал это произведение, готовясь к переезду из родной Бретани в Париж и рассчитывая с помощью рассказа о своей трагической жизни найти новых союзников или хотя бы сочувствующих. Он переслал рукопись друзьям, «История» быстро обрела популярность в интеллектуальных кругах по всей Франции. Однако своей цели Абеляр не достиг: автобиография привлекла внимание его врагов и во многом предопределила его осуждение церковным собором.
Элоиза, прочитав «Историю», отправила Абеляру несколько писем, в которых высказала беспокойство за его жизнь и рассказала, что по-прежнему его любит. Абеляр на эти письма отвечал, и сохранившаяся переписка стала дополнением к «Истории». До конца XII века автобиографию Абеляра перевели на французский язык. В 1616 году увидело свет первое печатное издание.
«История моих бедствий» уникальна для средневековой литературы в силу своего исповедального характера и психологической глубины. Она оказала существенное влияние на творчество Франческо Петрарки, Александра Поупа, Жан-Жака Руссо и других писателей.

## Издания
- Пётр Абеляр. История моих бедствий / изд. подг. Д. А. Дрбоглав, Н. А. Сидорова, В. А. Соколов, В. С. Соколов. — М. : Издательство Академии наук СССР, 1959. — 256 с. — (Литературные памятники).